# 9. Międzynarodowy Festiwal Filmowy w Wenecji (1948)
9. Międzynarodowy Festiwal Filmowy w Wenecji odbył się w dniach 19 sierpnia – 4 września 1948 roku.
Jury pod przewodnictwem włoskiego scenarzysty Luigiego Chiariniego przyznało nagrodę główną festiwalu, Złotego Lwa, brytyjskiemu filmowi Hamlet w reżyserii Laurence'a Oliviera.

## Członkowie jury

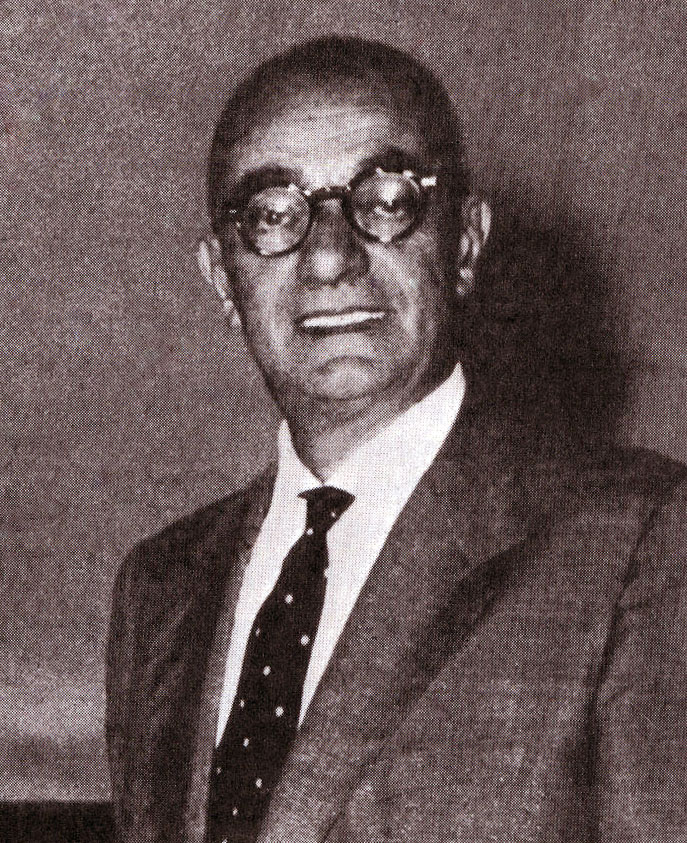
Przewodniczący jury konkursu głównego Luigi Chiarini

### Konkurs główny
- Luigi Chiarini, włoski scenarzysta − przewodniczący jury[2]
- Guido Aristarco, włoski krytyk filmowy
- Alberto Consiglio, włoski scenarzysta
- Mario Gromo, włoski krytyk filmowy
- Arturo Lanocita, włoski krytyk filmowy
- Vinicio Marinucci, włoski scenarzysta
- Mario Melloni, włoski dziennikarz
- Félix Morlión, francuski scenarzysta
- Giorgio Prosperi, włoski scenarzysta